# Digitales Wasserzeichen

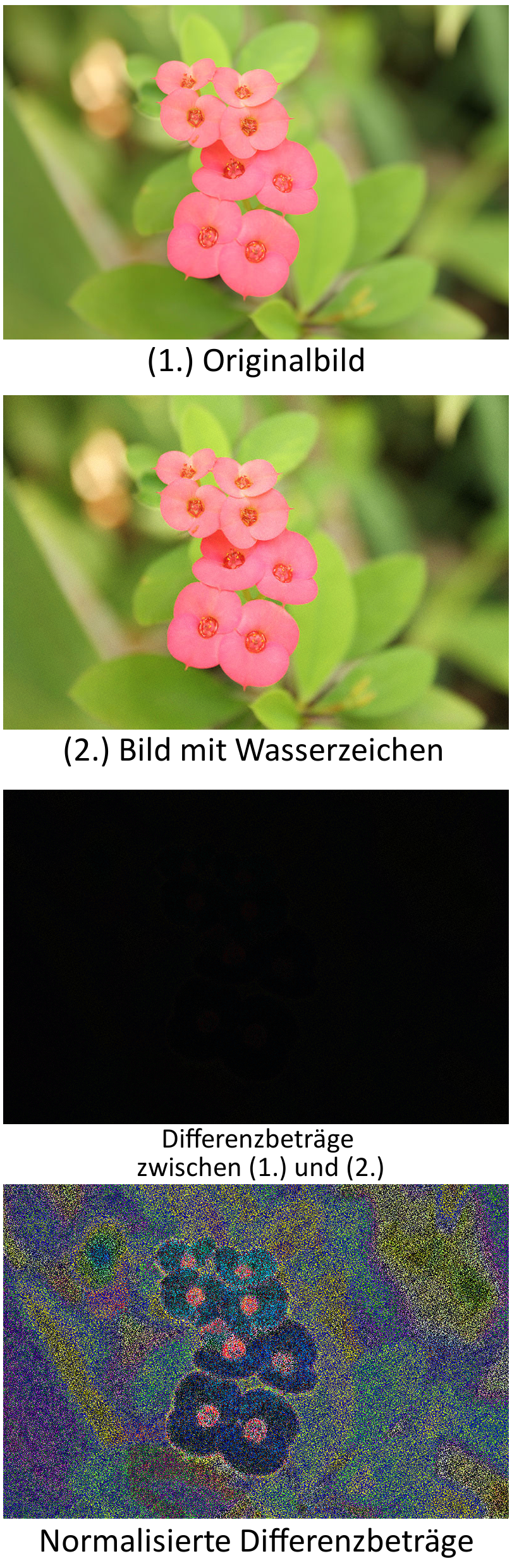
Schrittweise Visualisierung eines digitalen Wasserzeichens

Ein digitales Wasserzeichen ist eine technische Markierung in Trägermedien (Werken) wie Bild-, Video- oder Audiodaten oder Texten, die werkbezogen und meistens nicht-wahrnehmbar ist. Im Gegensatz zu Metadaten werden digitale Wasserzeichen mithilfe steganographischer Methoden direkt mit dem zu markierenden Inhalt verflochten. Digitale Wasserzeichen werden daher als kommerzielle Anwendung der Steganographie gesehen. Sie werden beispielsweise eingesetzt, um Rechteinhaberinformationen zur Urheberrechtsverletzungsverfolgung in ein Werk einzubetten. In verschiedenen Forschungs- und Entwicklungsprojekten, die sich anfangs auf den Bildbereich beschränkten, wurden Verfahren hauptsächlich für kommerziell relevante Inhalte wie Audio- und Videodaten und für 3D-Modelle entwickelt. Daneben gibt es noch Verfahren zum Beispiel zum Markieren von Datenbanken, Geodaten, Musiknoten, Standbildern und Texten.
Je nach Ausgestaltung überstehen digitale Wasserzeichen auch Digital-Analog-Digitalwandlungen, das heißt, das Trägermedium muss nicht notwendigerweise digital vorliegen. Ein prominentes Beispiel für ein solches Wasserzeichen ist auf Euro-Banknoten zu finden (→ EURion-Konstellation). Ein weiteres Beispiel sind digital projizierte Kinofilme, deren als digitales Wasserzeichen aufgebrachter Aufführungsort abgefilmten Versionen entnommen werden kann.
Mit digitalen Wasserzeichen kann beispielsweise die Authentizität einer Datei nachgewiesen und ihre Zurückverfolgbarkeit sichergestellt werden. Ein Träger kann mehrere verschiedene Wasserzeichen gleichzeitig enthalten. Im Gegensatz zu herkömmlichen Wasserzeichen sind digitale Wasserzeichen durch den Menschen nicht direkt wahrnehmbar, sondern sind dafür gedacht, lediglich über ein vorgeschriebenes, ebenfalls digitales Verfahren detektiert und ausgelesen zu werden.

## Eigenschaften
Aufgrund der Zufälligkeit und Dynamik von Daten sind die in Datenbanken und Dateien eingebetteten Methoden zum Markieren von Wasserzeichen sehr unterschiedlich. Grundvoraussetzung ist, dass die Daten redundante Informationen und tolerierbare Genauigkeitsfehler enthalten. Zum Beispiel haben Forscher ein Wasserzeichen in die am wenigsten wichtige Position von Daten eingebettet, basierend auf dem Toleranzbereich für Fehler in den numerischen Daten in der Datenbank. Andere schlugen ein Wasserzeichen vor, das auf der statistischen Eigenschaft eines Datensatzes basiert.
Wasserzeichen sind in eine Reihe von Attributdaten eingebettet, um zu verhindern, dass Angreifer Wasserzeichen zerstören. Außerdem werden digitale Fingerabdrücke von Datenbanken in Wasserzeichen eingebettet, um Urheber und Objekte zu identifizieren, die verteilt werden. Die öffentliche Überprüfung von Wasserzeichen kann ohne geheime Schlüssel durch unabhängige Komponentenanalyse erreicht werden. Wenn das fragile Wasserzeichen in Tabellen in Datenbanken eingebettet ist, wird die Änderung der Datenelemente rechtzeitig erkannt.
Es gibt viele Methoden für Wasserzeichen in Texten, die in drei Typen unterteilt werden können:
- Das Wasserzeichen basiert auf der Feinabstimmung der Dokumentstruktur und auf geringfügigen Unterschieden zwischen den Formaten des Wortabstands und des Zeilenabstands.
- Das Wasserzeichen basiert auf Textinhalten, abhängig von den Änderungen des Textinhalts, zum Beispiel Hinzufügen von Leerzeichen oder Ändern der Interpunktion.
- Das Wasserzeichen basiert auf der Natur der Sprache und wird durch semantisches Verständnis Änderungen erzielt, wie beispielsweise das Ersetzen von Synonymen oder die Umwandlung von Sätzen.[5]

## Abgrenzung zur Steganographie
Im Unterschied zur Steganographie steht bei digitalen Wasserzeichen in der Regel nicht die Nicht-Wahrnehmbarkeit und Geheimhaltung des Steganographieeinsatzes an erster Stelle, sondern die Robustheit gegenüber Angriffen. Dies kann im Extremfall zu wahrnehmbaren Veränderungen des Trägermediums führen. Robuste digitale Wasserzeichen sind normalerweise so entworfen, dass die Eliminierung des digitalen Wasserzeichens den Träger ins Unbrauchbare degradiert.

## Kriterien von Wasserzeichen
Wasserzeichen und deren Algorithmen werden nach verschiedenen Kriterien eingestuft, die in diesem Abschnitt näher erläutert werden. Sie zu verstehen ist notwendig in Bezug auf die Anwendbarkeit in einem vorliegenden Fall.
Die Kriterien sind:
- Blindheit gegenüber dem Träger
- Wahrnehmbarkeit
- Öffentlichkeit
- Fragilität/Robustheit
- Einbettungsraum

### Blindheit gegenüber dem Träger
Bei digitalen Wasserzeichen spricht man von Blindheit gegenüber dem Träger, wenn dieser nicht benötigt wird, um das Wasserzeichen auszulesen. Dementsprechend ist ein Verfahren nichtblind, wenn das Originalsignal beim Auslesen benötigt wird.
Normalerweise sind nichtblinde Schemata robuster als blinde, da die Unterschiede zwischen dem Wasserzeichen tragenden Signal und dem Original trivial ermittelt werden können. In der Praxis trifft man dagegen hauptsächlich blinde Wasserzeichenalgorithmen an, da die fehlende Notwendigkeit, auf die Originaldaten Zugriff zu haben, das Auslesen flexibler macht.

### Wahrnehmbarkeit
Es gibt wahrnehmbare und nichtwahrnehmbare Wasserzeichen. Wahrnehmbare Wasserzeichen sind beispielsweise Logos oder Copyright-Hinweise, die nachträglich in Bildern eingebracht sind, um den Urheber zu identifizieren. Nichtwahrnehmbare Wasserzeichen hingegen zielen darauf ab, den wahrnehmbaren Eindruck eines Werkes nicht zu verändern. Die Nichtwahrnehmbarkeit wurde von vielen Wissenschaftlern, die in dem Gebiet forschen, als notwendiges Kriterium genannt, damit ein Wasserzeichen ein digitales Wasserzeichen ist.

### Öffentlichkeit
Wasserzeichenalgorithmen können hinsichtlich ihrer öffentlichen Verfügbarkeit bzw. ihres Verwendungsbereichs unterschieden werden. Private Algorithmen können nur von entsprechend autorisierten Nutzern detektiert werden. Bei diesen Algorithmen wird Priorität darauf gelegt, dass nichtautorisierte Nutzer keinesfalls das private Wasserzeichen auslesen können. Im Gegensatz zu diesen privaten Algorithmen sind öffentliche Wasserzeichen für jeden auslesbar.
Generell sind private Wasserzeichen robuster als öffentliche, da es einem Angreifer bei öffentlichen Wasserzeichen durch das Wissen über das Wasserzeichen erleichtert wird, Störungen oder Entfernungen vorzunehmen.

### Fragilität/Robustheit
Eines der wichtigsten Kriterien, nach denen Wasserzeichen unterschieden werden, ist die Fragilität (Zerbrechlichkeit) bzw. – invers dazu – die Robustheit. Robuste digitale Wasserzeichen überstehen je nach Verfahren Verarbeitungsschritte wie Zuschneidung, Vergrößerung/Verkleinerung, Digital-Analog-Digitalwandlung und so weiter. Diese Art der digitalen Wasserzeichen ist aufgrund des Einsatzfelds der Urheberrechtsverletzungsverfolgung weit verbreitet. Dagegen lassen sich fragile Verfahren zum Nachweis von Integrität und Authentizität verwenden. Die Verfahren, die hierunter fallen, lassen sich noch einmal aufgliedern in globale Ansätze, die nur binäre Aussagen zulassen, und lokale Ansätze, durch die manipulierte Bereiche des Trägers gezeigt werden können, da dort das digitale Wasserzeichen zerstört ist.
Es gibt hybride Formen der Fragilität, sogenannte semifragile Wasserzeichen. So existieren Verfahren, die sich gegenüber bestimmten Bearbeitungsschritten robust verhalten, gegenüber anderen aber fragil. Beispielsweise kann die verlustbehaftete Speicherung toleriert werden, aber nicht eine Verarbeitung wie das Zuschneiden.

### Einbettungsraum
Für die Einbettung eines Wasserzeichens können Signale sowohl als solche modifiziert werden als auch in einem transformierten Zustand. Ersteres bezeichnet man als Modifikation im Ortsraum bzw. bei Audiosignalen als Zeitraum. Transformierte Signale werden im Frequenzraum verändert. Beispiele für Transformationen sind Fourier-Transformation, Diskrete Kosinustransformation oder Wavelet-Transformation.
Die Einbettung im Frequenzraum führt in der Regel zu einer erhöhten Robustheit, da beispielsweise eine Amplitudennormierung im Ortsraum keine wesentlichen Auswirkungen auf das transformierte Signal hat.

## Anwendungen
Die Art der eingebetteten Nachricht wird durch die Anwendung bestimmt. Dies kann zum Beispiel im Falle des Nachweises der Urheberschaft eine Information über den Urheberrechtsinhaber sein. Im allgemeinen Fall werden Metadaten eingebettet (englisch meta data labeling).
Aufgrund praktischer Beschränkungen der Nachrichtenlänge (Kapazität) können aber nicht alle Metadaten direkt eingebettet werden. Dementsprechend wird eine erheblich kürzere Verknüpfungsinformation zu ausführlichen Daten über das Medium eingebettet (vergleiche Primärschlüssel).
Beispiele spezieller Anwendungen sind:
| Anwendung                                                           | möglicherweise eingebettete Information |
| ------------------------------------------------------------------- | --- |
| Erkennen eines Mediums                                              | Eindeutige Identifikationsnummer des Inhaltes vergleichbar mit der ISBN                                                                                              |
| Nachweis der Urheberschaft                                          | Identifikationsnummer des Urhebers |
| Nachweis des rechtmäßigen Eigentümers (durch personalisierte Kopie) | Kundennummer, Kreditkartennummer |
| Kennzeichnung zum Verfolgen von Datenflüssen                        | Transaktionsnummer evtl. in Verbindung mit einer Nutzeridentifikationsnummer, zum Beispiel durch die Markierung von Laser-Farbausdrucken (Transaktionswasserzeichen) |
| Kennzeichnung von Medien zur Werbemaßnahme                          | Nummer zur Identifikation der jeweiligen Werbemaßnahme |

Die Bezeichnungen für verschiedene Anwendungen sind allerdings nicht immer eindeutig. So wird anstelle des Begriffs Transaktionswasserzeichen auch der Begriff Fingerprinting verwendet (in Anlehnung an die Idee, dass der Kunde seinen Fingerabdruck auf seinem Inhalt hinterlässt). Für das Erkennen eines Inhaltes, basierend auf seinen intrinsischen Merkmalen, wird ebenfalls der Begriff Fingerprinting verwendet, ebenso wie für Perceptual-Hashing-Verfahren, die einen charakteristischen digitalen Fingerabdruck für digitale Inhalte berechnen.
Beide Verfahrensklassen – digitale Wasserzeichen und digitale Fingerabdruckverfahren – gehören zur Klasse der passiven Schutzmechanismen. Im Unterschied zu aktiven Schutzmechanismen, wie zum Beispiel der Verschlüsselung, verhindern diese Mechanismen den unerlaubten Zugriff auf Inhalte nicht.
Sie werden deshalb von verschiedenen Gruppen als bessere Alternative zur digitalen Rechteverwaltung angesehen. Insbesondere durch ihre Eigenschaft der Robustheit gegen Formatkonvertierungen und verschiedene Operationen können sie ein breites Spektrum an Anwendungen abdecken.
Eine besondere Klasse sind die reversiblen Wasserzeichenverfahren. Hier kann das eingebettete Wasserzeichen wieder entfernt und die Originalnachricht wiederhergestellt werden. Dafür bringt man die Wiederherstellungsinformationen zusätzlich zu den neu eingebrachten (Wasserzeichen-)Daten im Wasserzeichen unter. Anwendungen dieser Wasserzeichenart finden sich zum Beispiel in der medizinischen Bildverarbeitung.

## Charakteristika
Wasserzeichenverfahren besitzen verschiedene Eigenschaften:
- Die Wahrnehmbarkeit bezeichnet die Beeinflussung der Qualität des markierten Inhaltes. Zur Bewertung der Wahrnehmbarkeit im Vergleich zum Original wird häufig die differentielle Wahrnehmbarkeitsschwelle verwendet,
- die Robustheit, wie oben beschrieben, und
- die Kapazität, die durch die Menge an Informationen bestimmt wird, die in ein Medium eingebracht werden können. Sie reicht von binären Wasserzeichen (markiert oder nicht-markiert) bis zu Wasserzeichen mit mehreren hundert Bytes Kapazität (abhängig von Trägergröße und Verfahren).

Diese Merkmale sind voneinander abhängig. Man kann das mit einem Dreieck veranschaulichen, an deren Ecken diese drei Eigenschaften stehen. Werden zwei Parameter gewählt, so ergibt sich der dritte Parameter.
Weitere Charakteristika zur Unterscheidung verschiedener Verfahren sind:
- Die (Nicht-)Detektierbarkeit, die angibt, wie leicht ein Wasserzeichen durch Analyse des bearbeiteten Datenstromes (beispielsweise durch ein Spektrogramm oder steganalytische Methoden) erkannt werden kann, und die in starkem Zusammenhang steht mit der
- Angriffssicherheit (englisch security), die den zu betreibenden Aufwand beim mutwilligen Entfernen der Kennzeichnung definiert und von der Umkehrbarkeit des Einbettungsalgorithmus abhängt, und
- die Blindheit, die ausdrückt, ob zum Auslesen der Informationen des Wasserzeichens der originale Datensatz benötigt wird, oder ob die eingebetteten Daten direkt aus dem gekennzeichneten Datenstrom gewonnen werden können.

Die Signifikanz der einzelnen Merkmale ist von der jeweiligen Anwendung abhängig. Meistens ist die Wahrnehmbarkeit das wichtigste Kriterium, gefolgt von der Robustheit und der Kapazität.
Konkret bedeutet die oben beschriebene Abhängigkeit, dass Wahrnehmbarkeit nicht unabhängig von der Robustheit gewählt werden kann: Je weniger eine eingebettete Nachricht wahrgenommen werden soll, desto geringer sind die möglichen Änderungen am Inhalt, ohne über die Wahrnehmbarkeitsschwelle zu kommen. Gleichzeitig können diese Änderungen aber auch leichter entfernt werden.
Daneben gibt es noch weitere Merkmale in Abhängigkeit vom jeweiligen Anwendungsszenario, wie zum Beispiel watermarking minimum segment (WMS, kleinste Unterteilung eines Inhaltes, die eine komplette Wasserzeichennachricht enthält) oder die Echtzeitfähigkeit des Algorithmus.